# Comédies françaises
Comédies françaises est un roman d’Éric Reinhardt publié en 2020 aux éditions Gallimard, consacré au lobbying et aux causes de l'arrêt dans les années 1970 du réseau Cyclades, technologie française qui influencera celle d'Internet.
À la fois roman et enquête, le livre obtient le prix Les Inrockuptibles 2020.

## Résumé
L'auteur souhaitant que ses livres finissent par « faire système » comme de « petites turbines à sens », dont les différentes composantes finalement « se mettent à dialoguer sans fin les unes avec les autres », il a combiné trois intrigues, à savoir (dans l'ordre chronologique des chapitres) : l'une sur un amour platonique du héros en 2015-2016, une autre sur son enquête effectuée au même moment sur la naissance d'Internet et sur le sort fait aux datagrammes de Louis Pouzin en 1971-1978, et une troisième sur un épisode culturel intéressant ce même héros pour son analogie des relations entre Europe et États-Unis, survenu un siècle plus tôt lors de la Seconde Guerre mondiale.
Le livre raconte, selon France Inter, « plusieurs histoires, articulées autour d'une histoire vraie : celle de l'abandon par la France du projet de datagramme, qui sera ensuite récupéré par les Américains pour imaginer les premiers pas d'Internet. ».
Cette histoire de datagramme et d'Internet a pour théâtre les huit années de Plan Calcul, voulu par le Général de Gaulle en 1966 pour encourager les filières technologiques de pointe (nucléaire, aéronautique) à recourir à la puissance de calcul d'ordinateurs afin de modéliser des scénarios. 

### Intrigue principale
L'enquête, brutalement interrompue par le décès accidentel du héros en juillet 2016, renvoie à un événement survenu quarante ans plus tôt : l'arrêt du Plan Calcul. 
Dimitri, jeune reporter en CDI à l'Agence France-Presse, menait depuis un an une enquête difficile, intrigué par le fait qu’un ingénieur français, Louis Pouzin, ait été « brusquement interrompu dans ses recherches par les pouvoirs publics en 1974 » (4e de couverture), alors qu'il avait déployé le réseau Cyclades, reposant sur une technique de Datagramme, une des variantes de la commutation de paquets utilisée dans Internet. 
Le réseau Cyclades a été fermé fin 1978, au moment où le réseau public Transpac venait d'ouvrir. La DGT-CCETT et DGI-IRIA manifestaient encore en août 1977 leur coopération, à l'occasion d'une démonstration conjointe à Toronto avec une interconnexion des réseaux RCP du CCETT et le Cyclades de l'IRIA. 
Le roman raconte ainsi « l'histoire d'un ratage français », l'abandon d'une « idée de génie », qui « devait aboutir plus tard à la création d'Internet », à cause d'« une décision, non d’une occasion manquée ». 
Les investigations du héros sur le « puissant industriel » Ambroise Roux, héros du livre malgré lui, dont il trace un portrait documenté et sarcastique, révélateur d'une « certaine France » et du pouvoir des lobbies, l'amènent à se moquer de « ceux qui se prétendent libéraux et qui, en réalité quoi qu’ils en disent, restent des rentiers incapables de créer des nouvelles réalités » et de l'égoïsme « d'une certaine élite » qui « freine durablement le progrès au service de l'intérêt général ».
Par ailleurs, Maurice Allègre raconte au héros Dimitri ses efforts pour convaincre l’État de faire utiliser le Datagramme par le CNET. Maurice Allègre raconte que ses interlocuteurs dans les ministères justifiaient alors leur refus par le fait que les ingénieurs du CNET ne voulaient pas « s'intéresser à une innovation qui ne suscitait chez eux que sarcasmes ». 
L'auteur raconte comment Bob Kahn et Vint Cerf ont « rusé » au moment où les équipes de Cyclades avaient pris quelques mois pour proposer une nouvelle norme et « prétendu être trop en avance pour attendre ces nouvelles spécifications » afin de lancer leur propre réseau en prenant le datagramme développé par Louis Pouzin et « l’ont juste un peu modifié pour pouvoir donner leur nom ». 
Pas tendre non plus pour la France, il reprend l'analyse de l'historien-chercheur du CNRS Pierre-Eric Mounier-Kuhn, parti lors de son travail de recherche sur l'histoire de l'informatique en France avec « une vision un peu manichéenne », liée à ce qui était moqué comme la « culture des grands programmes » mais qui s'est finalement « aperçu que les politiques ont plombé » le Plan Calcul « en le confiant à des industriels peu intéressés ».

## Choix du titre
Le titre s'inspire de la fréquentation du « Nemours », un bar situé sous les colonnes du Palais-Royal où se retrouvent les habitués de la Comédie-Française, toute proche. Le « Nemours », au 2 Place Colette à Paris, est de longue date l'un des décors favoris de l’écrivain, qui fait y évoluer certains personnages de ses romans. Il y a rédigé une bonne partie de Cendrillon, son premier grand succès littéraire.
L'auteur n'a choisi son titre qu'au tout dernier moment, en s'inspirant du tableau de Nina Childress, figurant un couple, sur un mode hyperréaliste, aperçu lors e l'exposition intitulée « Futur, ancien, fugitif », organisée au Palais de Tokyo du 16 octobre 2019 au 5 janvier 2020. Il en avait d'abord envisagé un autre, mais jugé « trop programmatique, long et difficile à mémoriser », sans jamais le dévoiler.
Dimitri, le héros du roman, réfléchit lui-même au titre du livre qu'il envisage d'écrire, à partir du chapitre 11, lorsqu'il réécrit, à la terrasse du bar « L'Apollo » à Bordeaux, ses notes de l'interview accordée peu avant par Louis Pouzin, au « Café français », Place de la Bastille à Paris, dont le récit est écrasé par l'apparition surprise de l'inconnue pour laquelle il avait ressenti deux précédents coups de foudre. À la terrasse du bar « L'Apollo », Dimitri envisage de choisir comme titre de son livre : « La splendide famille X », en référence à celle de l'industriel Ambroise Roux, le patron de mieux payé de France lors de la nationalisation de son groupe en 1982.

## Style et méthodes narratives

### Méthodes
L'auteur rédige « par une mise en abyme constante », qui fait naviguer « entre le document et la fiction » via l’hybridation entre les genres romanesque et documentaire, mêlant, « poésie, ironie, Histoire et écriture de soi », déjà expérimenté dans son roman Cendrillon. 
Le style narratif choisi par l'auteur alterne la recherche d'un très grand sérieux, voire d'une rigueur scientifique, avec un humour à la fois caustique et engagé, jouant de la subjectivité et du point d'exclamation, de la répétition de la partie polémique d'une tirade et de phrases longues, mais construites sur un déroulement qui fait monter crescendo la dramatisation, teintée de recul et d'ironie. Destin, hasard, rencontres et rendez-vous raté, constituent les étapes dramatiques. Le mélange de descriptions factuelles et de courts commentaires pince-sans-rire ou indignés, s'inspire du procédé humoristique du chroniqueur télévision de Télérama Samuel Gontier.
À plusieurs reprises, il s'autorise des énumérations interminables, allant d'une demi-page à plusieurs pages, pour décrire les attirances culturelles du héros, mettant en valeur l'importance du fond, au-delà de l'aisance dans la forme. Il consacre même 50 pages à l’École de Paris et la peinture américaine pour raconter comment l'avant-garde américaine des années 1950 aurait été largement « financée par la CIA pour mieux faire ressortir le côté figé, vieillot et dogmatique du réalisme soviétique », déplore Paris Match, qui juge ce chapitre « entièrement hors sujet », même si le lecteur découvre ainsi Max Ernst, Jackson Pollock, Motherwell[Lequel ?], De Kooning ou Rothko.
L'épisode de la découverte par les lecteurs du Datagramme, qui s'étend sur trois chapitres, est « une sorte de zone fermée dans le livre avec très peu de fiction. C’est un documentaire qui prend place dans une fiction », au cours duquel Éric Reinhardt a « adoré écrire sur la transmission de données, les normes techniques » dans le seul but de les « rendre compréhensibles » à ses lecteurs. Par ailleurs, il rompt, en matière de confidentialité, avec les pratiques hagiographiques de nombreux livres de micro-économie racontant la vie des affaires. 
« La dénonciation des sordides manipulations ici attribuées à Ambroise Roux ne relève-t-elle pas du name and shame ? », se demande ainsi La Croix, sur ce qui constitue un point fort ou faible du livre, selon les points de vue. Pour quotidien catholique, Éric Reinhardt « met les pieds dans le plat », et s'empare, pour la mettre en application,de la célèbre formule du journaliste Albert Londres, qui recommandait de « porter la plume dans la plaie ».
La technique de l'analogie est récurrente, pour mettre en parallèle trois basculements soudains et imprévisibles, ceux de la vie privée du héros Dimitri vers la sérénité amoureuse, celui de la croissance économique et technologique vers les États-Unis à la fin des Trente Glorieuses et celui de l'innovation dans l'art moderne, qui bascule d'un côté à l'autre de l'Atlantique dans la seconde partie du XXe siècle, en faveur des Américains.

## Principaux personnages
Pour rendre accessibles les débats techniques de l'année 1974 et rendre drôles ou vivants les arguments des uns et des autres, l'auteur les place dans un film imaginaire des années 1970, en mobilisant les figures masculines de Michel Piccoli, Jean-Claude Brialy, Claude Piéplu, et Marie-France Pisier en assistante de direction, pour la figure féminine.
La technique des « portraits colorés » et « scènes dramatisées à souhait » de responsables politiques qui « ne parviennent jamais à résister à des pressions contraires », lors d'un « changement de cap au profit des multinationales d'origine américaine », avait déjà été utilisé par les journalistes par Jacques Jublin et Jean-Michel Quatrepoint pour leur « roman industriel » écrit à chaud sur l'affaire, censée lui garantir « une bonne place » à côté de L'Imprécateur de René-Victor Pilhes, publié le 1er septembre 1974, prix Femina et finaliste du prix Goncourt, au point qu'un « cinéaste devrait l'exploiter », selon un universitaire, le tout étant conçu « en fonction du passage à l'écran », éventuel. Ce livre de 1976, une pure enquête jugée trop parisienne ne sera en fait pas proposé au cinéma ou à un prix littéraire.

### Dimitri Marguerite
Parmi les principaux personnages, le héros du roman, Dimitri Marguerite, à la fois « jeune homme en colère » à cause du « fiasco politique » qu'il découvre en enquêtant sur les « dérives libérales de l’époque Giscard » et « transi par le spectre de la passion amoureuse ». À 27 ans, il est le symbole de la génération née lors de la chute du Mur de Berlin,. 
Le héros est à la fois « fils d'enseignants communistes » et le « pur produit de l'excellence à la française ». Après avoir grandi en région parisienne, il intègre les prestigieuses classes préparatoires scientifiques du Lycée Louis-le-Grand qu'il abandonne juste avant les concours, pour se consacrer à un cours de théâtre, puis étudie à Science-Po Paris. Après un stage à la Mairie de Paris, il commence réellement sa carrière par un poste obtenu par le hasard d'une rencontre, dans un cabinet de lobbying, qui a pignon sur rue, où il gagne bien sa vie, mais souffre de « confisquer l'intérêt général au profit de quelques intérêts particuliers ».
Il en démissionne pour un poste de reporter à l'Agence France-Presse, où il se lance dans une enquête sur la naissance d’Internet. 
Ce personnage a des similarités d'approche avec l'auteur, devenu écrivain après des études de gestion. Le journaliste « se confond alors avec le romancier, sans que nous puissions distinguer clairement entre l’auteur et son personnage », note La Croix. 
Dans Cendrillon, son roman de 2007, consacré à la finance et nourri par de longues conversations à la terrasse du Café Nemours de Paris, avec Louis Schweitzer, ex-PDG de Renault, Éric Reinhardt dépeignait un héros décomposé « en trois personnages ou facettes rivales de l’auteur », via des « chevauchements entre le rêve et le document » et applique à nouveau ses méthodes pour parler de l'invention d'Internet.
Dimitri Marguerite, lui, est à la fois « rêveur et railleur, anachronique et postmoderne, sauvage et sophistiqué ». De tempérament idéaliste, surdoué, et naïf, mais aussi un peu mégalo, il aime d'abord le théâtre et cède aux amours sans lendemain, tout en cultivant de manière obsessionnelle le culte du coup de foudre à travers la figure à peine entre-aperçue de Rosemary, une jeune femme qu'il est persuadé d'avoir croisée à plusieurs reprises, mais qui se dérobe à chaque fois, jusqu'à la rencontre du dénouement. Le destin du héros oppose, avec insistance, à chaque fois, la perspective d'un amour avec elle aux nécessités et complications de son enquête sur l'obstruction d'Ambroise Roux, dont a été victime quarante plus tôt Louis Pouzin, jusqu'à une scène au Café français, qui l'oblige à choisir entre une conversation avec l'une ou l'autre.
Une question se pose en cours de lecture : le « roman » projeté lors de « rédaction fiévreuse de ses pages les plus véhémentes », verra-t-il le jour ?
Le héros veut à tout prix effectuer une enquête équilibrée. Lorsqu'il rédige une première ébauche à la terrasse de l'Apollo Café de Bordeaux, il se demande plusieurs fois s'il exagère, puis s'emporte tellement le dossier lui semble accablant. Il décide alors de recouper auprès du journaliste d'investigation et du grand patron et ex-haut fonctionnaire Louis Schweitzer et du journaliste d'investigation Pierre Péan.
Recherchant avec insistance d'autres, sources pour compléter celles dont il dispose déjà, il harcèle Valéry Giscard d'Estaing par mails et lettres et le fils d’Ambroise Roux pour tenter d'obtenir des interviews. Anxieux d'obtenir ces versions indispensables, il en arrive à faire miroiter dans les deux cas la perspective d'une hagiographie.
Le fils d’Ambroise Roux finit par se plaindre en haut lieu et le reporter à l'Agence France-Presse est sanctionné par un avertissement pour avoir utilisé son adresse professionnelle dans l'opération. Puis c'est Valéry Giscard d'Estaing qui fait de même et les reproches continuent : il est amené à un départ négocié de l'AFP. Dimitri continue cependant son enquête en duo, avec sa compagne Pauline, par une visite improvisée au manoir d'Ambroise Roux à Trégastel où il parvient à approcher sa fille, qui lui accorde une interview. Lors des scènes finales en Bretagne, le journaliste et sa compagne enquêtent aussi au musée des télécoms de Lannion, pour rechercher la version du CNET, concepteur du réseau Transpac, rival de Cyclades.

### Rosemary Roselle
Rosemary Roselle est une jeune chanteuse qui a les traits de la femme que Dimitri Marguerite a crû rencontrer par trois fois au cours de l'année qui précède, à Madrid, puis deux fois à Paris, au Théâtre de la Ville, place du Châtelet, puis au Café français, près de l'Opéra Bastille, où il peut enfin la regarder de près et lui glisser une feuille de papier avec son adresse email, que la jeune femme va dédaigner jusqu'au bout. L'apparition surprise de l'inconnue, pour laquelle il avait ressenti deux précédents coups de foudre, menace de ruiner son interview avec Louis Pouzin.
Dimitri peut enfin, pour la première fois, la découvrir et lui parler réellement, en rencontrant par hasard sa meilleure amie dans un bar, puis la chanteuse elle-même après son concert, à l'occasion d'un reportage que l'AFP l'a envoyé effectuer à Bordeaux sur un tout autre sujet, qui lui permet un périple dans les bars et rues de la ville, ponctué de rencontres à rebondissements.
Cette première rencontre met fin d'un coup à l'espoir caressé depuis des mois par Dimitri, car la jeune chanteuse est homosexuelle et déjà en couple.
L'obsession maladie de Dimitri pour Rosemary Roselle est au centre de deux longues discussions avec son amie de longue date Alexandra, avocate à Paris, ponctuée de multiples confidences réciproques. La jeune femme finit par confier à son tour avoir eu affaire à une admiratrice intéressée par la télépathie puis lui présente un ami spécialiste du sujet.

### Ambroise Roux
Par « un fabuleux portrait du responsable de ce fiasco » technologique industriel et économique, écrit grâce « une documentation précise qui relève de l’enquête journalistique », même si jamais l'auteur ne s'était penché avec autant de délectation sur un homme d'affaires, le livre « stigmatise particulièrement la figure d’un grand patron », Ambroise Roux, et PDG de la Compagnie Générale d’Électricité (CGE). 
Son père, André Roux (1886-1969), était le bras droit de l'industriel textile Jean Prouvost , l'éphémère ministre de l’Information du gouvernement de Paul Reynaud en 1940, exproprié à la Libération de Paris-Soir, qui tirait avant-guerre à deux millions d'exemplaires. Après-guerre, menacé d’un procès pour collaboration pendant près de trois ans, Jean Prouvost préfère se cacher, notamment dans l'une des maisons des parents d'Ambroise Roux, à Poncelles, où Philippe Boegner l'aide à démontrer qu'il s’est « réhabilité en prenant une part efficace, active et soutenue à la Résistance contre l’occupant », puis créé pour lui en 1949 le magazine Paris Match dont André Roux est le secrétaire général puis l'administrateur. 

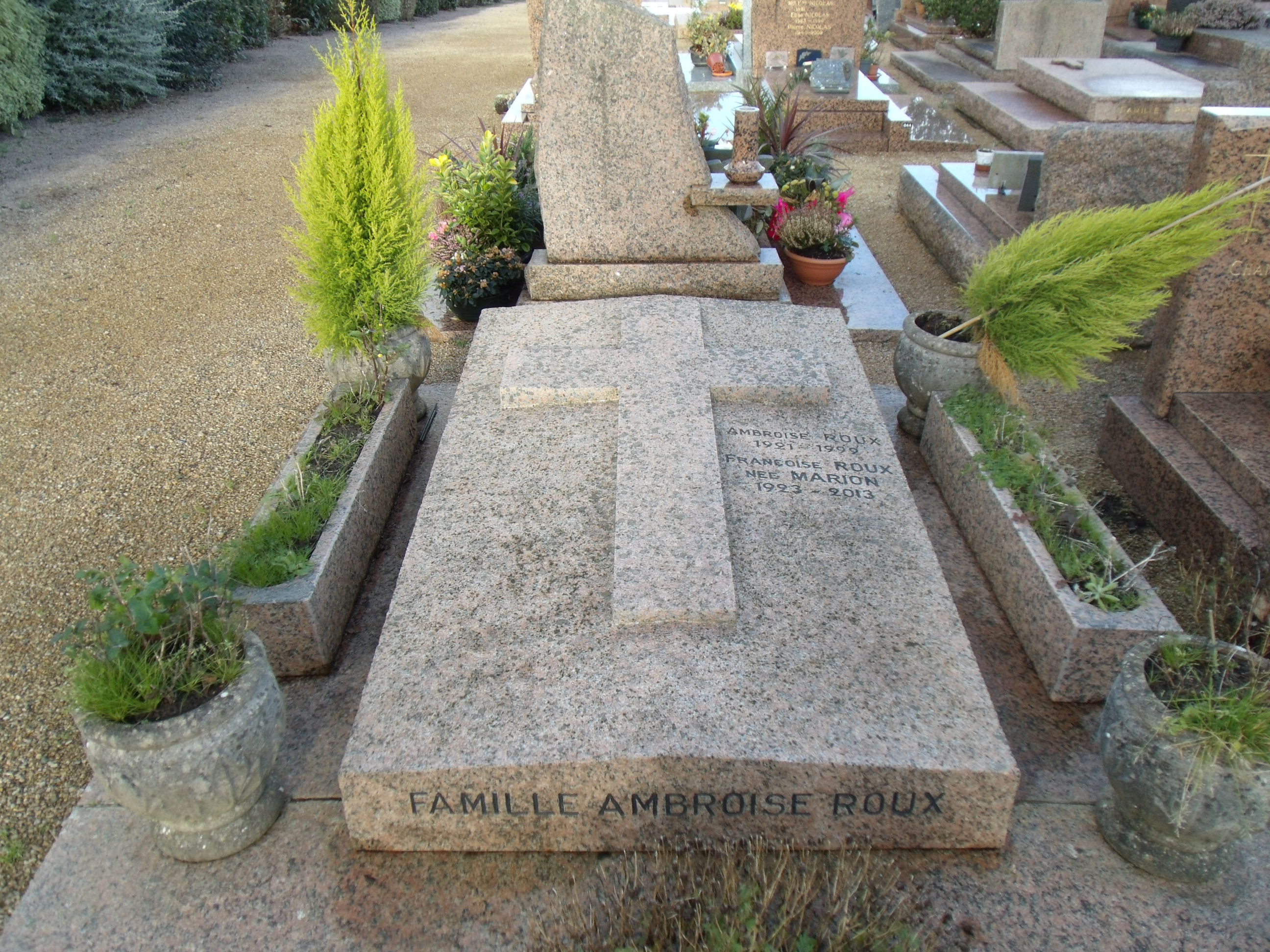
Tombe d'Ambroise Roux à Trégastel en Bretagne.

Pour mettre en scène avec « beaucoup de véhémence et d’humour » Ambroise Roux, personnage central de l'intrigue, le livre emprunte surtout de nombreux détails, ponctués de commentaires ironiques, à la biographie publiée en 1996 aux Éditions Grasset par la journaliste, Anne de Caumont, secrétaire du jury du Prix Fémina,, dans les mois qui suivent le dénouement de l'affaire des surfacturations aux PTT puis à France Télécom, dont est victime au printemps 1995 son successeur Pierre Suard. À l'issue de cette affaire, la CGE demande à Ambroise Roux de trouver une nouvelle équipe de direction, finalement confiée à Serge Tchuruk. Peu après, Ambroise Roux entre en disgrâce car il vient de se déclarer favorable, lors d'une réunion de l'Afep, à une alliance de la droite et du FN, rendu plus respectable par la présence de Bruno Mégret. L'année suivante, Bernadette Chirac, Patrick Poivre d'Arvor ou encore François Pinault, Michel Pébereau, Jean-Louis Beffa et Jean-Marie Messier assistent à ses obsèques. 
En brossant un portrait documenté et sarcastique de cet autre héros du livre, ami et employeur d'Édouard Balladur, l'auteur se moquer de « ceux qui se prétendent libéraux et qui, en réalité quoi qu’ils en disent, restent des rentiers incapables de créer des nouvelles réalités » et incarnent une « certaine France » et du pouvoir des lobbies. Le journaliste qui enquête sur lui « critique sa misogynie, son art de la manipulation », mais éprouve cependant une fascination.
Alors qu'Ambroise Roux, vice-président du CNPF depuis janvier 1966, dirige son importante commission économique, il est parvenu en 1974-1976 à faire prévaloir, « contre la volonté politique des gouvernements », l’intérêt de la CGE, dans les télécoms avec sa filiale CIT mais avec aussi un « quasi-monopole dans les turboalternateurs des centrales » nucléaires, via l’absorption d’Alsthom en 1970, lui assurant également « une place de premier plan » dans les programmes de TGV. Pour fabriquer les commutateurs de la famille E10 dans les années 1970, dans sept usines bretonnes, sa filiale SLE (Société lanionnaise d'électronique) récupère les principaux ingénieurs, du CNET, qui emploie plus de 3 500 salariés en 1974 et finance à fonds publics et à des « conditions très favorables » pour la CGE, l'essentiel de son effort de développement. 
Le livre n'évoque pas l'amitié, le rôle d'« d'éminence grise », la « relation filiale » ni l' « extrême proximité » avec Georges Pompidou, revendiquée par Ambroise Roux. Ce lien, dont toutes les traces sont postérieures à 1986, et parfois reprises jusqu'en 2011, mais avec plus de distanciation, n'a pas été validé par le groupe d'historiens qui a dépouillé les archives présidentielles, rendues publiques en 1996, établissant seulement deux ou trois rencontres entre 1969 et 1974. Les rumeurs de l'Affaire Markovic n'ont pas apporté d'éclairage probant non plus sur la question .
Au sujet de VGE, Ambroise Roux reconnait dans son hagiographie de 1996 être intervenu en sa faveur, en avril 1974, auprès du Service des études législatives (SEL), dirigé depuis 1969 par Aimé Aubert, un proche de François Ceyrac,, chargé de distribuer les fonds secrets du CNPF. Ambroise Roux se vante aussi dans ce livre d'avoir été l'industriel « qui a eu le plus d'influence » sur VGE, qui inaugure effectivement en 1974 la « politique dite des « créneaux » », réduite à essayer de « maintenir les positions commerciales françaises », selon l'historien Pascal Griset, spécialiste des ingénieurs des Télécommunications.
Ambroise Roux affirmera ensuite régulièrement qu'il ne soutenait pas VGE mais Chaban-Delmas. Mais dès le 19 avril 1974, alors que tous deux sont encore au coude-à-coude dans les sondages, un article de Nicolas Brimo dans L'Unité, hebdomadaire du PS indique le contraire, affirmation reprise par un livre en 1975 : « le CNPF et Ambroise Roux qui au départ apparaissaient plus favorables à la candidature du maire de Bordeaux, se montrent plus ouverts au programme de Giscard d'Estaing et tous les moyens sont alors mis en œuvre » afin de défendre leurs intérêts. Le livre d'Henri Weber citant Ambroise Roux une centaine de fois en 1986, notamment pour le défendre face aux critiques sur l'affaire Unidata indique plus généralement que les patrons ont eu tendance à passer du soutien de Chaban-Delmas à celui de VGE. 
Après l'élection de VGE, Ambroise Roux s'est rapproché des ex-conseillers de Pompidou Édouard Balladur et Bernard Ésambert, confiant la direction d'une de ses filiales au premier, et surtout du nouveau premier ministre Jacques Chirac. En mai 1976. En mai 1976, trois mois avant son départ et au moment précis où Thomson vient d'obtenir une partie de la CII en échange de son feu vert à la cession du reste à Honeywell, le gouvernement annonce spectaculairement l'entrée de « nouveaux groupes (Thomson, SAT, Matra, EMD…) », concurrents de la CGE, parmi les fournisseurs des PTT. Une décision confirmée dès octobre 1976 concernant Thomson, contestée car elle crée « une pléthore de systèmes différents » et des complications technologiques , au moment où le commutateur temporel revient en grâce. Des investissements considérables ont en effet été effectués par Thomson dans le commutateur spatial. La décision datait en fait du comité interministériel du 25 janvier 1973, un an et demi avant l'élection de VGE, tout comme « l'accélération de l’équipement téléphonique ».

### Anne de Caumont
Le roman accorde une place importante à la journaliste Anne de Caumont, éditrice, auteure, journaliste pour la presse écrite et secrétaire du jury du Prix Fémina,,, descendante de Louis Hachette, négociatrice chez Hachette, puis directrice de collection chez Ramsay et attachée de presse chez Fayard. Passionnée d'histoire, elle est spécialiste des portraits de grands leaders politiques ou des livres mettant en scène « le désir de percer l’intimité d’une famille, d’une entreprise, d’un être ou d’une œuvre d’art ».
Elle a publié en 1996 un livre racontant la vie d'Ambroise Roux et révélant qu'il prenait trois mois de vacances par an, à Trégastel, et avait en 1986 publié un livre sur l'art de faire tourner les tables après avoir fait étudier la parapsychologie, sa passion de longue date, par les laboratoires de la CGE. 
Ce livre, présenté comme une « biographie autorisée » à sa publication, est qualifié d'hagiographie dans le roman et régulièrement tourné en dérision, via de longues et nombreuses citations, en particulier les passages où la journaliste insiste sur son ascendance nobiliaire ou ses propos sur les femmes. 
Lors de sa publication, la presse avait ironisé sur son contenu, en évoquant les « intimidations » et « machinations » d'Ambroise Roux, « collectionneur hors concours des postes d'administrateurs » (Alcatel Alsthom, Schneider, Barclays Bank, CEP Communication, Paribas) qui prenait beaucoup de temps à « actualiser les contours de la ploutocratie hexagonale », jouer les « faiseur de rois au CNPF » et adorait glisser dans la conversation « Le président me disait l'autre jour... ». En 1988, la presse parlait encore de « formidable intelligence (...) redoutable habileté », pour un patron « fascinant ».

### Louis Pouzin
Louis Pouzin est un ingénieur français, polytechnicien et chercheur, pionnier français de l'Internet après avoir travaillé aux États-Unis dans les ordinateurs en temps partagé, avant d'être chef du service informatique chez le constructeur automobile Simca, en pleine réorganisation après Mai 68. 
Dans les années 1970, il a dirigé, au sein de l'IRIA créé par le Plan Calcul, le projet de réseau expérimental d'ordinateurs Cyclades. Le réseau est la première réalisation fondée sur le principe antérieurement conçu des datagrammes appliqués de bout en bout. 

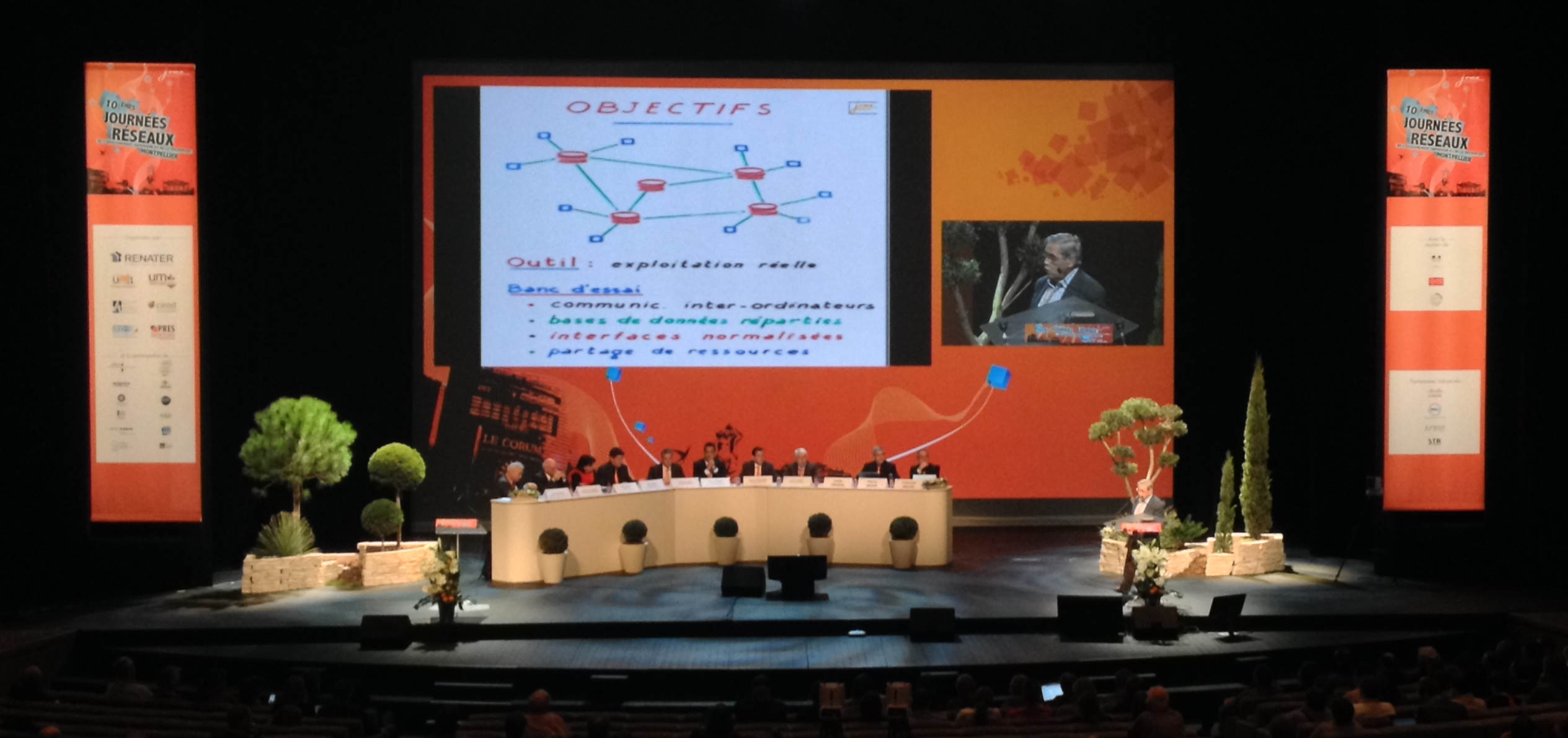
Louis Pouzin présentant Cyclades lors des Journées Réseaux 2013 à Montpellier.

Dimitry découvre en interviewant Louis Pouzin, qu'il a surtout été le premier à déployer, pendant plusieurs années au sein du réseau Cyclades, des connexions réelles en pur Datagramme, concept dont les écrits du Britannique Donald Davies avaient établi les contours et qui permettra ensuite de développer les applications à succès comme le courrier électronique et la navigation Web, avec la participation de Vint Cerf, Bob Kahn, Leonard Kleinrock, Larry Roberts, mais avec le handicap de partir d'ARPANET, l'autre réseau développé au même moment. ARPANET fige en effet le choix d'un protocole handicapé par le fait que les « paquets sortaient du réseau dans le même ordre que celui où ils y étaient entrés », ce qui « n'était pas du Datagramme » réellement. 
Un choix qui a mené « un certain nombre de personnes aux États-Unis » à dire tout haut que « le réseau Cyclades était bien mieux conçu qu'Arpanet », après les articles écrits par Louis Pouzin dans le cadre du congrès de Stockholm de l'ICCC en 1974 , avis partagé par l'ingénieur d'ARPANET que Louis Pouzin avait « pris comme conseil » et qui « venait tous les deux ou trois mois à Rocquencourt discuter » avec Cyclades,.
Louis Pouzin rappelle ainsi au journaliste que « c'était, sur le papier, Paul Baran, un ingénieur polonais naturalisé américain, qui avait mené une étude, une dizaine d'années plus tôt », à la demande de la Darpa américaine, tandis qu'une « autre préfiguration du Datagramme, mais restée elle aussi au stade d’hypothèse pure » avait été proposée ensuite par l'Anglais Donald Davies.
Alors que « ces apports respectifs de Paul Baran et Donald Davies n'avaient jamais été exploités dans des systèmes concrets », le réseau Cyclades le fait et bénéficie dès l'automne 1971 de l'aide des PTT, qui ont « consenti à la signature d'un compromis » entre la Délégation générale à l'informatique et le CNET, « afin que l'IRIA puisse utiliser gracieusement » les lignes PTT, « faute de quoi la moitié du budget de Cyclades serait passé dans les factures de téléphone ».
Mais dès 1972, Louis Pouzin découvre grâce à ses contacts aux PTT, qu'elles « préparaient un réseau en parallèle, dans leur coin, au CNET » sur un ordinateur PDP-11. Louis Pouzin reçoit deux ans après une lettre « qui lui intimait l'ordre de ne plus s'occuper de réseau », signée du directeur de l'IRIA André Danzin, qui de toute évidence avait lui-même« reçu l'ordre du ministère de l'Industrie », alors occupé par Michel d'Ornano, proche de Valéry Giscard d'Estaing.
Dans un commentaire sur Babelio , le patron des développeurs du CNET, Rémi Després, redresse en partie le récit hybride du "roman - documentaire. Contrairement aux dires du roman, qui la présente comme marquée par une culture télécom, son équipe du CNET est constituée d'informaticiens chevronnés et lui-même a un doctorat en informatique de l'Université de Californie à Berkeley. Le critiqué "réseau parallèle" est devenu le réseau public Transpac, opérationnel en 1978, bien avant l'Internet commercial du début des années 90. Rémi Després est en communication avec Vint Cerf, ce dernier ayant même été actionnaire d'une de ses start-ups (Streamcore, créé en 1998 pour tenter de remettre des circuits virtuels dans l'Internet TCP/IP) . Mais ni Transpac ni ses homologues du réseau mondial X.25 ne résisteront à la puissance américaine, à l'évangélisme d'Al Gore et aux développements et produits de Cisco et autres ! Et les essais de coopération entre les équipes Cyclades et CNET ne déboucheront pas sur une promotion conjointe des conceptions françaises.
« Aussi Cyclades s’éteint-il, victime notamment de la disparition de ceux qui l’ont soutenu et en particulier de la Délégation générale à l'informatique, alors que l’arrivée à la présidence de Valéry Giscard d'Estaing a marqué un changement brutal et profond dans l’organisation de l’informatique française » tandis qu'en 1978, l'Etat prive même Cyclades du « financement de sa maintenance ». 
La CII, était alors un constructeur informatique investi sur le Datagramme, car « l'intégration des transmissions de données dans le système d'exploitation » y était devenue un « sujet majeur de préoccupations » dès 1969-1970 et qu'elle a continué à proposer à ses clients jusqu'en 1978. Partenaire fidèle de Cyclades, elle est pénalisée par sa fusion de 1974-1976 avec Honeywell-Bull, plus centré sur l'informatique traditionnelle de gestion, et qui la prive du mini-ordinateur Mitra 15, pilier depuis 1971 de sa stratégie d'informatique distribuée, cédé à son actionnaire Thomson. Au même moment l'abandon d'Unidata a provoqué la résiliation des commandes de Siemens , « rude coup pour le plan de charge des usines françaises », la vente du MITRA 15 étant en partie couplée par la CII avec celle du gros ordinateur Iris 80, au point qu'on peut alors « se demander » si la CII « ne sera pas contrainte de se lancer sur ce marché et de fabriquer ses propres matériels », observe Le Monde.

### Maurice Allègre
Personnage central du roman et chef d'orchestre des projets Unidata et Datagramme, Maurice Allègre a œuvré à rassembler les constructeurs d'électronique et d'ordinateurs français dans la CII, fondée en 1966, et quelques grands fournisseurs de composants, mémoires et microprocesseurs alors en pleine émergence, puis à regrouper et organiser ces produits, pour viser le marché grand public, avec ceux du néerlandais Philips Data Systems et de l'allemand Siemens, par la création d'une nouvelle société européenne axée sur la montée en gamme dans la transmission de données, Unidata, « l'Airbus de l'informatique », abandonnée précipitamment en 1974. 
Ingénieur polytechnicien, entré en 1966 au cabinet de Michel Debré, ministre de l'Économie et des Finances, Maurice Allègre est nommé dès 1967 adjoint de Robert Galley, délégué à l'informatique choisi par le Général de Gaulle pour la mise en œuvre du Plan Calcul. Il lui succède en 1968, prenant aussi la présidence de l'IRIA et de la Commission permanente de l'Électronique du Plan. 
Michel Monpetit, son principal adjoint, camarade de promotion à l'École polytechnique (France), à l'origine du prix Monpetit de l'Académie des Sciences, devient alors directeur de l'IRIA. Il décède en 1976 dans un accident de voiture. Maurice Allègre, lui, a dû accepter en 1975 un poste dans l'industrie du nickel en Nouvelle-Calédonie. Il sera réhabilité en 1982, par Jean-Pierre Chevènement, qui créé pour lui un poste de « Directeur du Développement scientifique » au ministère de la Recherche et de la Technologie.

## Historique du roman

### Inspiration
Selon l'auteur, il est « toujours très difficile de savoir d’où vient un livre ». Éric Reinhardt aime cependant utiliser sa vie personnelle pour son inspiration, comme pour « La Chambre des époux », où il s'était inspiré de « ce qu’il a lui-même vécu avec son épouse », lors de l'élaboration de son roman « Cendrillon ». S'intéressant à « la façon dont l’individu peut être malmené par la société », il s'est inspiré de sa nièce, diplômée de Sciences Po Paris, qui a « plongé dans une dépression face au cynisme de son employeur » et a « tout plaqué pour devenir masseuse » puis d'un camarade surdiplômé né en 1989, qui « a démissionné de tous les postes » occupés pour travailler en freelance.
L'idée centrale du roman, celle du « rendez-vous raté avec Internet » est venue à l'auteur « un samedi matin, en 2013 » quand il « tombe sur une brève dans Libération qui annonçait qu’un ingénieur français, Louis Pouzin, allait être décoré par la reine d’Angleterre pour avoir été un des pères de l’Internet ». Il a l’intuition, en lisant cette brève que quelqu'un avait dit « non », et s'est alors immédiatement « juré de l’identifier » puis « quelques semaines plus tard » a rencontré Louis Pouzin
La décoration de l'ingénieur avait eu lieu le 25 juin 2013 à Londres. Robert Kahn, Vinton Cerf, Tim Berners-Lee et Marc Andreessen, les cinq « pères de l’Internet », quatre Américains plus jeunes que le français, avaient comme lui reçu la Médaille Queen Elizabeth for Engineering, l'équivalent du Prix Nobel dans le domaine de l'ingénierie, dont les lauréats reçoivent un million de livres sterling.
Louis Pouzin était déjà chevalier de la Légion d'honneur depuis 1999,, peu après son interview accordée à l'occasion des deuxièmes Rencontres internet d'Autrans, saluée par un article révélant sa contribution de 1971-1975, « qui aurait pu avoir le même succès que les travaux américains qui ont abouti à l'invention » d'Internet, car Vinton Cerf avait ressuscité ses recherches dans la Silicon Valley. 
Auteur de plus de 80 articles et d'un livre sur les réseaux d’ordinateurs, il a reçu de nombreux autres prix et soutiendra plus tard l'initiative Rina, lancée en 2008 par l'Américain John Day, un ancien coopérateur de Pouzin chez Cyclades, avec près de 400 chercheurs, visant à créer une autre architecture d'internet, reposant sur des adresses IP publiques et donc protégées des pirates, alternative aux protocoles ayant abouti au TCP/IP, qui n'ont pas été mis à jour depuis leur naissance dans les années 1970,.
L'auteur découvre alors que les recherches de Louis Pouzin ont été arrêtées par l'État dès 1974 et il a alors « l'intuition qu'il y avait forcément quelqu'un qui, à un moment, a dit non » et s'est « juré de l'identifier », et donc « enquêté ». Il a d'abord rencontré Maurice Allègre et Louis Pouzin, qui ont vérifié son intuition, et c'est en discutant avec eux qu'il a complété son approche du personnage central d'Ambroise Roux, puis il s'est « mis à enquêter ». 
Dans une interview à Libération accordée peu après la parution du livre, il reconnaît qu'il n'a pas révélé l'intrigue économique au cœur du roman mais en a « fait surtout le récit », car « tous les éléments se trouvent sur Internet mais disséminés », des faits, qui « sont connus », avec principalement pour espoir que Louis Pouzin, développeur du Datagramme et autre personnage important de l'intrigue, « sera un peu plus connu » grâce au roman, par exemple si le président Emmanuel Macron le décore ou l’invite à dîner ou qu'une municipalité décide de baptiser une rue à son nom. L'auteur souhaite aussi que cette histoire « ait valeur d’exemple » concernant la mentalité industrielle et financière en France.
Éric Reinhardt, spécialiste depuis quinze ans de l’autofiction « non conventionnelle, spéculative et joueuse » renoue dans Comédies françaises avec la démarche empruntée dans Cendrillon, c’est moi, son roman paru en 2007, pour lequel il avait envisagé, avant d'y renoncer, d’apparaître dans le roman sous son nom propre et les traites d'un écrivain ou bien par le biais de trois « avatars synthético-théoriques », projections de ce qu'il aurait pu être. Ce roman lui avait permis de rencontrer une personne qui estime avoir inspiré un personnage du roman L'Amour et les forêts prix Renaudot des lycéens, mais que l'auteur a pensé comme un « personnage de fiction ».

### Parution
Comédies françaises est paru le 20 août 2020 dans la « Collection Blanche » des Éditions Gallimard , un des principaux éditeurs français. Malgré la période estivale, il reçoit d'emblée une couverture de presse importante.
L'intrigue est présentée comme son point fort, l'avant-veille dans le magazine Télérama, le lendemain dans L'Obs et le surlendemain dans Le Monde, puis dans Libération une semaine plus tard, le 28 août. Dans les deux mois qui suivent, tous les quotidiens et hebdomadaires nationaux y consacrent des critiques.

### Réception critique
Le livre, « qualifié de "grand roman français" par certains critiques littéraires » a obtenu une bonne réception de la presse, pour l'enquête comme pour la narration et les personnages, car « Reinhardt révèle une histoire que connaissaient bien avant lui quelques rares initiés » observe Christophe Dubois-Damien, président du « comité économie » de l'association « Ingénieurs et Scientifiques de France », ami de Louis Pouzin. 
Grâce à son « inventivité permanente » et « la profusion de détails », il « se dévore comme le grand roman français que tant d'auteurs hexagonaux cherchent à écrire sur le modèle des Américains », selon Les Échos, qui saluent un « témoin curieux et acéré de l'époque » même si l'auteur exagère quand il « attribue une responsabilité faramineuse » à Ambroise Roux dans cette histoire. Paris Match dénonce lui un chapitre sur l'art moderne « entièrement hors sujet » et « bien moins excitant » que l’enquête sur « les ravages provoqués dans l’industrie électronique française », en raison de l’orgueil d’un homme, mais surtout « pour plaire à la CGE », qui « finançait sans compter les campagnes électorales et voulait continuer à vendre à prix d’or ses commutateurs téléphoniques à l’État français ». La langue française regrette aussi la place laissée aux « tribulations amoureuses de Dimitri qui, heureusement, font quelques rares incises », tandis que déplore « des répétitions et des longueurs », alors que l'enquête du héros, une fois passé de l'art à Internet, « le passionne et le révolte ».
La richesse du livre est de « contenir plusieurs vérités en une seule », observe, dès la parution l'écrivain Gilles Pudlowski. L'auteur « réussit un joli coup » en évoquant la réussite du projet de Louis Pouzin aux États-Unis, « le pays où les idées deviennent des dollars », note L'Usine nouvelle, qui regrette cependant « la juxtaposition des différentes narrations » ou les trois pages recopiant des noms de metteurs en scène de théâtre. La confusion entre fiction et réalité est parfois critiquée. Le lecteur peut par exemple se demander si la description du manoir breton de l'industriel « n’est-elle que fantaisie ? », selon La Croix.
La Libre Belgique salue pour sa part un « grand roman » qui « raconte l’histoire vraie d’un magistral ratage », et en compose un large tableau, « ample, étourdissant comme une chorégraphie de De Keersmaeker », selon Jérôme Garcin, critique littéraire de L'Obs. « Reconstitution d’un ratage historique », l'enquête répond à la question de savoir « pourquoi la France a-t-elle échoué dans la course à l’invention d’internet ? », constate Le Figaro. Pour comprendre cette énigme, Libération salue « un fabuleux portrait du responsable de ce fiasco » technologique industriel et économique, le patron de la CGE Ambroise Roux. 
Pour Le Point, les tentatives pour comprendre qui était Ambroise Roux et cette « plongée dans les années 1970 et 1980 sont passionnants » et L'Obs décrit Comédies françaises comme un des « excellents romans » figurant dans la dernière liste du Prix Médicis tandis qu'Atlantico y voit « un magnifique roman d’initiation ». L'ouvrage reçoit aussi, peu avant sa sortie, la distinction « On aime passionnément » des critiques du magazine Télérama, qui le juge particulièrement « éblouissant » tandis que le magazine Elle salue « roman dense et cadencé » qui permet de comprendre comment la France a « raté le coche » car « elle aurait pu être le berceau d'Internet ». L'œuvre est « fortement documentée » et il « est rare que le roman français s’attaque à de tels sujets », résume La Croix, pour expliquer son succès, en soulignant que « les invraisemblables boursouflures de l’ambition et de la cupidité dans la course aux pouvoirs constituent bien de formidables sujets de romans, ou de « comédies », trop peu exploités chez nous à la différence peut-être des Américains ».
« Risquons-nous aujourd'hui de passer à côté d'autres inventions du même niveau ? », se demande Christophe Dubois-Damien, pour qui le risque est « plus global et plus grave encore » qu'en 1974, car « industrialiser, aujourd’hui, c’est informatiser ».

### Émissions littéraires
Le livre est recommandé par les critiques en août au cours de l' émission de radio Le Masque et la Plume, présentée depuis 1989 par Jérôme Garcin sur France Inter.
Le 28 octobre 2020, deux mois après la parution, l'auteur est l'invité de la principale émission littéraire télévisée en France, La Grande Librairie, présentée par François Busnel sur France 5, où ce dernier l'interviewe sur Comédies françaises.

## Prix littéraires
Dès le début du mois d'octobre, un mois et demi après sa parution, le livre est un « succès de librairie » et figure en lice dans les listes du Prix Médicis et du Prix Interallié. 
Le livre fait partie des finalistes du premier Prix Les Inrockuptibles, dont il est le colauréat avec « Love Me Tender » de Constance Debré, aux Éditions Flammarion,. 

### Référence anglophone
- « The Inventions of Louis Pouzin: One of the Fathers of the Internet », Chantal Lebrument, Fabien Soyez, 2018, d'abord publié en 2018 aux Éditions Economica, puis traduit en décembre 2019 aux Éditions Springer Nature, [lire en ligne]

### Compilation d'archives
- Compilation de documents des années 1970 collectés dans les archives Bull[107].

#### Entreprises françaises et contexte général
- Affaire des surfacturations à France Télécom (1975-1995), Minitel des années 1980
- Plan Calcul, Unidata et Délégation générale à l'informatique (1966-1974)
- Histoire d'Internet, de l'informatique, des ordinateurs, de la Voix sur IP, de l'IRIA devenu INRIA, de la DGT des PTT, devenue France Télécom en 1988, puis Orange en 2013, et de la CII, fondée en 1966 par la fusion de trois fournisseurs privés de l'armée, fusionnée avec Honeywell et la CMB en 1976, et redevenue Bull lors de sa nationalisation en 1982.

#### Entreprises européennes et mondiales
- Multinational Data (associant en novembre 1970 la Française CII, Compagnie internationale pour l'informatique, l'anglais ICL et l'américain Control Data).
- Unidata (associant en janvier 1972 la CII et Siemens, puis Philips, qui demande à la rejoindre dès février 1972. Siemens et Philips avaient déposé un grand nombre de brevets dans le domaine des semiconducteurs.

#### Technologies
- Datagramme ou Commutation de paquets (CII et Cyclades (réseau))
- Commutation de circuits (PTT et France Télécom)
- TCP/IP (ARPANET années 1980)
- Mitranet, rebaptisé Cyclades (réseau), partenaire de la CII
- Mitra 15 mini-ordinateur de la CII et sa fonction logicielle Transiris, conçue pour Mitranet, rebaptisé Cyclades (réseau)
- New Network Architecture (CII et Cyclades)
- Distributed system architecture (CII)